# Jàssera

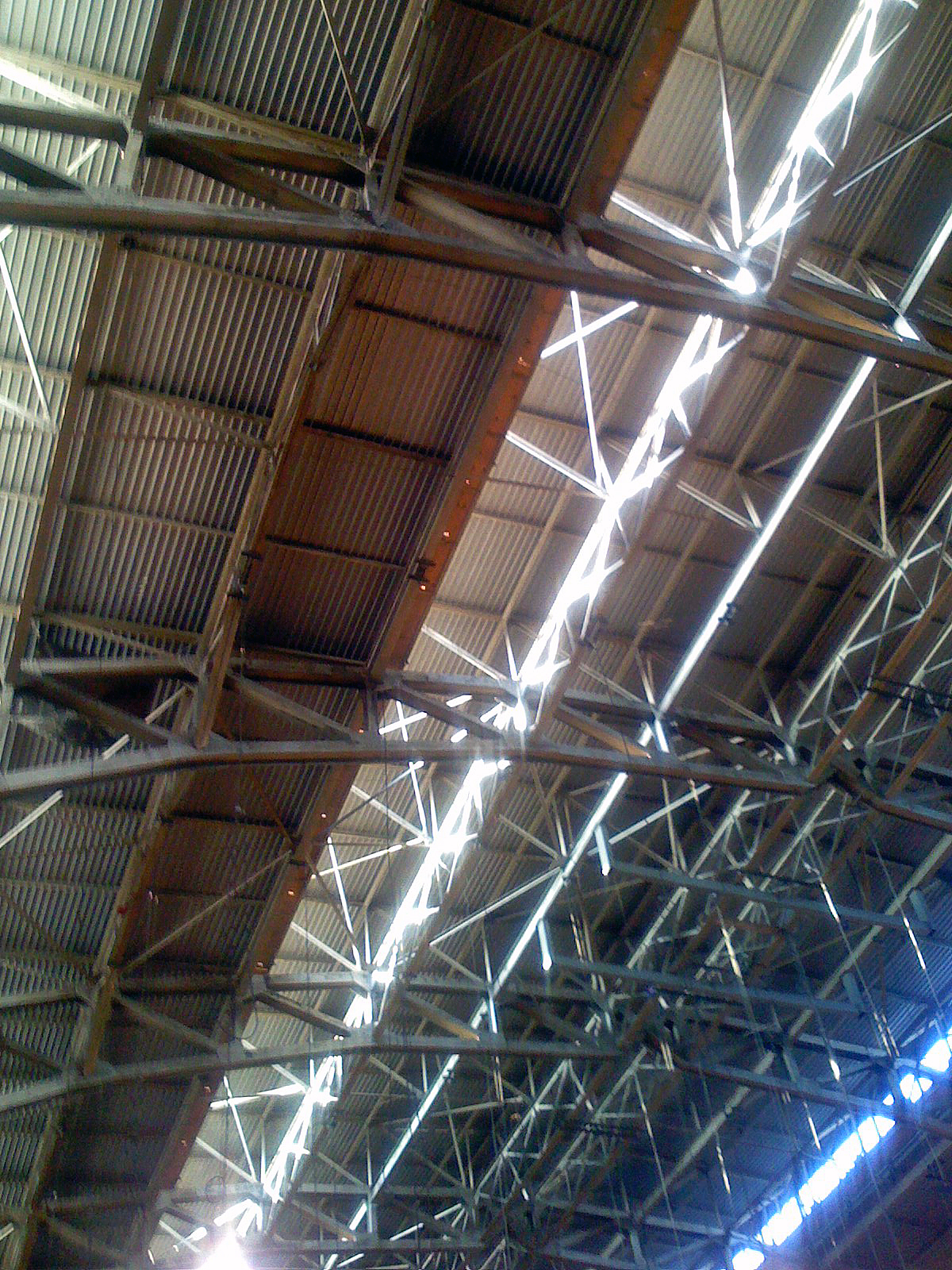
El sostre de la Hinkle Fieldhouse d'Indianapolis (Indiana, Estats Units) fou construït amb grans gelosies consistents en jàsseres reblades.c

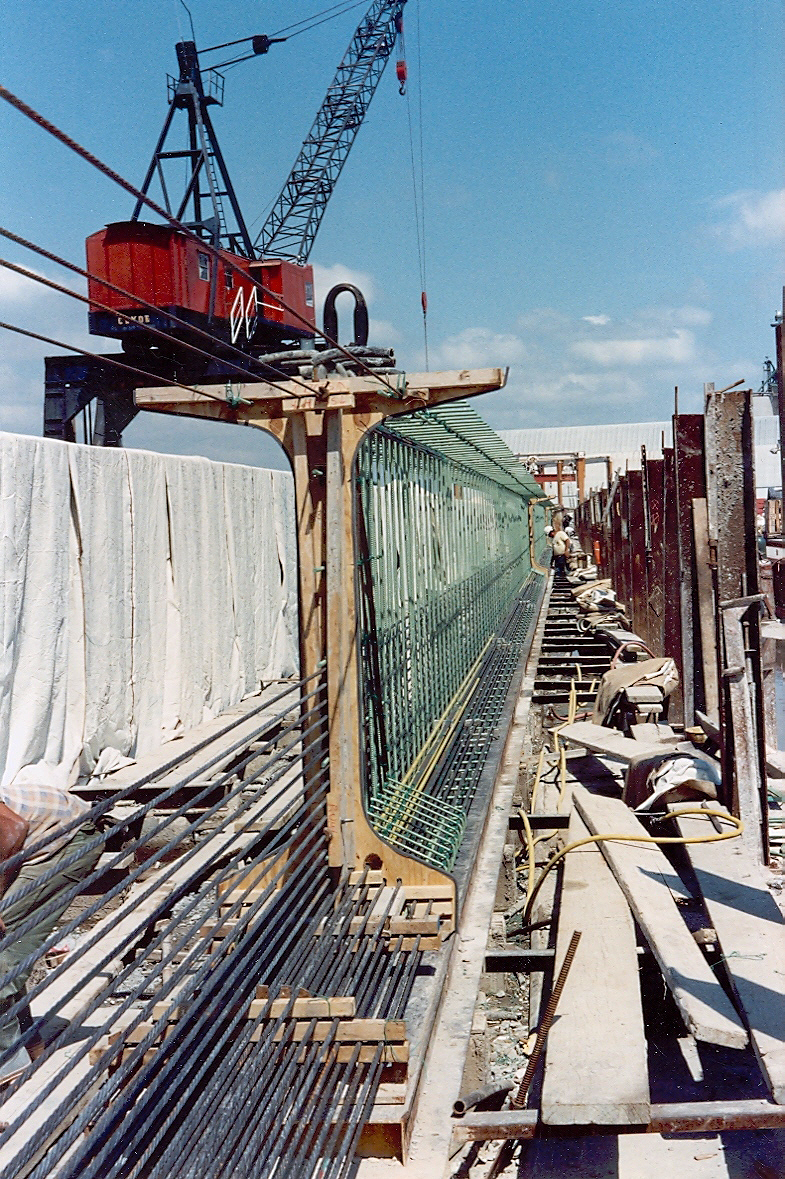
Jàssera AASHTO de formigó pretesat

Una jàssera o biga mestra (també anomenada llàssena) és una biga de suport utilitzada en construcció que serveix per sostenir bigues menors, la paret mestra i els entramats del pis de plantes superiors. Les jàsseres solen tenir una secció en forma de doble T per millorar-ne la resistència, però també poden tenir forma rectangular, forma de Z o un altre tipus de forma.